# Wii Sports Club
Wii Sports Club ist ein Videospiel für die Wii U, das exklusiv entwickelt und veröffentlicht wurde von Nintendo. Es wurde am 30. Oktober 2013 in Japan, am 7. November 2013 in Europa und Nordamerika und am 8. November 2013 in Australien veröffentlicht.

## Gameplay
Ähnlich wie bei Wii Sports verwenden die Spieler die Wii-Fernbedienung, um Bewegungen bei verschiedenen Sportarten nachzuahmen, darunter Tennis, Baseball, Bowling, Golf und Boxen. Das Spiel erfordert jedoch die Verwendung von Wii MotionPlus, anders als das Original, aber ähnlich wie die Fortsetzung Wii Sports Resort, um die Steuerung zu verfeinern und das Gameplay zu verbessern. Spieler können verschiedenen „Clubs“ beitreten, die verschiedene Regionen auf der ganzen Welt repräsentieren, und online gegen andere Mitglieder des Clubs antreten. Spieler werden innerhalb ihrer Clubs eingestuft, und Clubs können mit anderen Clubs konkurrieren und gegen diese eingestuft werden. Die Miiverse-Kommunikation wird ebenfalls unterstützt, und die Spieler können im Spiel mit voreingestellten Nachrichten und Zeichnungen vom Wii U GamePad kommunizieren. Einige der Sportarten enthalten auch Ideen aus einem Konzeptvideo, das auf der E3 2011 gezeigt wurde, als die Wii U zum ersten Mal vorgestellt wurde. Während des Golfspiels kann das GamePad auf den Boden gelegt werden, um den Ball auf dem Boden anzuzeigen, und mit einer Wii-Fernbedienung darüber geschwungen werden. Baseball ermöglicht es den Spielern auch, das GamePad zu verwenden, um ihre Spielfelder zu zielen.

## Entwicklung
Das Spiel wurde während einer Nintendo-Direct-Präsentation am 18. September 2013 angekündigt, die sich auf ein anderes Spiel der Wii-Serie für Wii U, Wii Fit U, konzentrierte. Die ersten Screenshots und Gameplay-Videos wurden gezeigt, zusammen mit verschiedenen Details zu neuen Features in den Sportarten. Es wurde detailliert, dass das Spiel mit Bowling und Tennis starten wird, während andere von Wii Sports zu einem späteren Zeitpunkt veröffentlicht werden. Entweder können alle Sportarten für einen Zeitraum von 24 Stunden in einem „Tagespass“ gemietet werden, oder einzelne Sportarten können direkt zu einem höheren Preis erworben werden. Nach dem ersten Download und der Installation der Software wird eine kostenlose 24-Stunden-Testversion angeboten, danach fallen Gebühren an. Das Spiel wurde ursprünglich im Nintendo eShop als Vorstoß von Nintendos digitaler Vertriebsstrategie veröffentlicht.

## Rezeptionen
Die Gesamtpunktzahl auf Metacritic betrug 68/100, was auf „gemischte oder durchschnittliche Bewertungen“ hinweist. Nintendojo gab dem Spiel ein B+ und erklärte, dass das Spiel „Präzise Steuerung; solides Online-Erlebnis“ habe, aber keinen Online-Chat habe und „im Vergleich zu Wii Sports Resort langweilig“ sei. Der Nintendo World Report bewertete Tennis mit 7/10 und Bowling mit 8,5/10. IGN gab Wii Sports Club eine Punktzahl von 8/10. Nintendo Life gab dem Spiel 7 von 10 Sternen.